# Rainer Pottel
Rainer Pottel (né le 29 août 1953 à Berlin) est un athlète est-allemand, spécialiste du décathlon.
Son meilleur résultat est de 8 334 points obtenu à Birmingham en 1981. Il est à trois reprises champion d'Allemagne de l'Est.